# Хрватско Загорје
Хрватско Загорје, или само Загорје, је историјска регија северно од главног града Хрватске Загреба. Чини је подручје источно од планине Медведнице до Словеније на северу у западу и до регија Међумурје и Подравина на северу и истоку. Загорје је подељено у Крапинско-загорске жупаније и део Вараждинске жупаније након успостављања независности Републике Хрватске. Хрвати овај регион обично називају само Загорје, али како постоји истоимена област у Словенији, хрватски део се назива Хрватско Загорје.
Центар Загорја је градић Крапина. Град се често сматра културним центром кајкавског наречја, једног од три наречја хрватског језика. У Крапини се сваке године одржава Фестивал кајкавске попевке (културе).
У загорском селу Кумровец рођен је Јосип Броз Тито, дугогодишњи председник СФРЈ.
Староседелачко становништво су кајкавци, стари Словинци, којима је до Турске инвазије била непозната хрватска свест. Утемељитељ хрватске етнографије Антун Радић то најбоље описује у својим новинама "Дом" од 3.12.1903.г.: У старо вриеме, и још пред 300 до 400 година, није око Загреба, Крижеваца, Сиска, Пожеге итд., тј. у обће у Хрватској с друге стране горе Велебита од мора, у циелој тој земљи није било ниједнога Хрвата. Хрвати су били преко Велебита, ближе мору, а око Загреба итд., па на запад све преко Љубљане и даље доље уз Саву, све су то били Словинци или Словенци. А данас су ту Хрвати! А гдје су Словинци? Јесу ли Словинци пропали? Судите, јесу ли пропали: Кад је хрватска влада и држава преко Велебита при мору пропала, преселили су се хрватски бани међу Словинце, у Загреб, али су се свеједно звали хрватски бани, и влада се њихова звала хрватска. И тако су Словинци имали хрватскога бана, али то њима није био туђи бан, јер су и Словинци говорили слично, или потпуно исто као и Хрвати. Али кад имаду хрватскога бана и хрватску владу, почели су људи све по мало говорити, да је то и народ хрватски. И тако су се Словенци све по мало прозвали Хрватима, изгубили су своје име, тако да данас ниједан сељак око Загреба не зна, што је то Словенац или Словинац, него каже, да је Хрват.

## Галерија
- Велики Табор
- Базилика Мајке Божје Бистричке
- Тракошћан
- Зелењак
- Крапина- Споменик Људевиту Гају
- Кумровец
- Велико Трговишче
- Запрешић
- Тракошћанско језеро и дворац Тракошћан
- Крапина
- Стари део Вараждина